# Films américains sortis en 1948
Listes de films américains
- 1944
- 1945
- 1946
- 1947
- 1948
- 1949
- 1950
- 1951
- 1952

Liste (non exhaustive) de films américains sortis en 1948.
Hamlet remporte l'Oscar du meilleur film à la 21e cérémonie des Oscars organisée le 24 mars 1949

## #
| Titre        | Réalisateur | Distribution                                             | Genre   | Notes |
| ------------ | ----------- | -------------------------------------------------------- | ------- | ----- |
| 3 Godfathers | John Ford   | John Wayne, Harry Carey Jr., Pedro Armendáriz, Mae Marsh | Western | MGM   |

## A-B (par ordre alphabétique des titres en anglais)
| Titre                                    | Réalisateur       | Distribution                                          | Genre                       | Notes              |
| ---------------------------------------- | ----------------- | ----------------------------------------------------- | --------------------------- | ------------------ |
| A-Lad-In His Lamp                        | Robert McKimson   | Bugs Bunny                                            | Dessin animé                | Warner Bros.       |
| Abbott and Costello Meet Frankenstein    | Charles Barton    | Bud Abbott, Lou Costello                              | Comédie                     | Universal Pictures |
| Act of Violence                          | Fred Zinnemann    | Van Heflin, Robert Ryan                               | Film noir                   | MGM                |
| Adventures of Don Juan                   | Vincent Sherman   | Errol Flynn, Viveca Lindfors                          | Aventure                    | Warner Bros.       |
| Adventures of Frank and Jesse James      | Yakima Canutt     | Clayton Moore                                         | Western, serial             | Republic Pictures  |
| Albuquerque                              | Ray Enright       | Randolph Scott, Barbara Britton, George "Gabby" Hayes | Western                     | Paramount          |
| Alias a Gentleman                        | Harry Beaumont    | Wallace Beery                                         | Comédie romantique          |                    |
| The Amazing Mr. X                        | Bernard Vorhaus   | Turhan Bey                                            | Thriller                    |                    |
| Another Part of the Forest               | Michael Gordon    | Fredric March, Florence Eldridge                      | Drame                       |                    |
| Arch of Triumph                          | Lewis Milestone   | Ingrid Bergman, Charles Boyer                         | Film de guerre              | United Artists     |
| B.F.'s Daughter                          | Robert Z. Leonard | Barbara Stanwyck, Van Heflin, Charles Coburn          | Drame                       | MGM                |
| Behind Locked Doors                      | Budd Boetticher   | Lucille Bremer, Richard Carlson                       | Film noir                   |                    |
| Berlin Express                           | Jacques Tourneur  | Merle Oberon, Robert Ryan                             | Film noir                   | RKO Pictures       |
| The Big Clock                            | John Farrow       | Charles Laughton, Ray Milland                         | Film noir                   | Paramount Pictures |
| Bill and Coo                             | Dean Riesner      |                                                       | Nature                      |                    |
| The Black Arrow: A Tale of the Two Roses | Gordon Douglas    | Louis Hayward, Janet Blair, George Macready           | Aventure                    |                    |
| Black Bart                               | George Sherman    | Dan Duryea, Yvonne De Carlo                           | Western                     |                    |
| Blonde Ice                               | Jack Bernhard     | Robert Paige, Leslie Brooks                           | film noir                   |                    |
| Blood on the Moon                        | Robert Wise       | Robert Mitchum, Robert Preston                        | Western                     | RKO Pictures       |
| Bob and Sally                            | Erle C. Kenton    |                                                       | Film éducatif               | Universal Studios  |
| Bodyguard                                | Richard Fleischer | Lawrence Tierney, Priscilla Lane                      | Film noir                   | RKO                |
| The Boy with Green Hair                  | Joseph Losey      | Dean Stockwell                                        | Comédie dramatique          |                    |
| Brideless Groom                          | Edward Bernds     |                                                       | Dessin animé, court métrage | Columbia Pictures  |
| Buccaneer Bunny                          | Friz Freleng      | Bugs Bunny                                            | Dessin animé, court métrage | Warner Bros.       |
| Bugs Bunny Rides Again                   | Friz Freleng      | Bugs Bunny                                            | Dessin animé, court métrage | Warner Bros.       |

## C-E
| Titre                           | Réalisateur                        | Distribution                                 | Genre                        | Notes                  |
| ------------------------------- | ---------------------------------- | -------------------------------------------- | ---------------------------- | ---------------------- |
| Call Northside 777              | Henry Hathaway                     | James Stewart                                | Film noir                    | 20th Century Fox       |
| The Chicken of Tomorrow         | Lowell Thomas                      |                                              | Court métrage documentaire   |                        |
| Command Decision                | Sam Wood                           | Clark Gable, Walter Pidgeon, Van Johnson     | Film de guerre               | MGM                    |
| Congo Bill                      | Spencer Gordon Bennet, Thomas Carr |                                              | Aventure, serial             | Columbia Pictures      |
| The Countess of Monte Cristo    | Frederick De Cordova               | Sonja Henie, Olga San Juan                   | Comédie                      | Universal              |
| Cry of the City                 | Robert Siodmak                     | Victor Mature, Richard Conte                 | Film noir                    | 20th Century Fox       |
| Dangers of the Canadian Mounted | Fred C. Brannon, Yakima Canutt     |                                              | Aventure, serial             | Republic Pictures      |
| The Dark Past                   | Rudolph Maté                       | William Holden, Nina Foch, Lee J. Cobb       | Film noir                    | Columbia Pictures      |
| A Date with Judy                | Richard Thorpe                     | Wallace Beery, Jane Powell, Elizabeth Taylor | Film musical                 | MGM                    |
| Easter Parade                   | Charles Walters                    | Fred Astaire, Judy Garland                   | Film musical                 | MGM                    |
| The Emperor Waltz               | Billy Wilder                       | Bing Crosby, Joan Fontaine                   | Comédie musicale             | Paramount Pictures     |
| Escape                          | Joseph L. Mankiewicz               | Rex Harrison, Peggy Cummins                  | Thriller                     | U.S.-U.K. coproduction |
| Every Girl Should Be Married    | Don Hartman                        | Cary Grant, Betsy Drake                      | Comédie romantique, Thriller | RKO                    |

## F-J
| Titre                                  | Réalisateur                    | Distribution                                 | Genre                       | Notes                      |
| -------------------------------------- | ------------------------------ | -------------------------------------------- | --------------------------- | -------------------------- |
| Fast and Furry-ous                     | Chuck Jones                    |                                              | Dessin animé, court métrage | Warner Bros.               |
| A Feather in His Hare                  | Chuck Jones                    |                                              | Dessin animé, court métrage | Warner Bros.               |
| Fiddlers Three                         | Jules White                    | The Three Stooges                            | Court métrage               | Columbia Pictures          |
| Fighter Squadron                       | Raoul Walsh                    | Edmond O'Brien, Robert Stack                 | Film de guerre              | Warner Bros.               |
| Force of Evil                          | Abraham Polonsky               | John Garfield                                | Drame policier              | MGM                        |
| A Foreign Affair                       | Billy Wilder                   | Jean Arthur, Marlene Dietrich                | Comédie                     | Paramount Pictures         |
| Fort Apache                            | John Ford                      | John Wayne, Henry Fonda                      | Western                     | RKO Pictures               |
| Le Destin du fugitif (Four Faces West) | Alfred E. Green                | Joel McCrea, Frances Dee, Charles Bickford   | Western                     |                            |
| G-Men Never Forget                     | Fred C. Brannon, Yakima Canutt | Clayton Moore                                | Drame policier, serial      | Republic Pictures          |
| Good Sam                               | Leo McCarey                    | Gary Cooper, Ann Sheridan, Edmund Lowe       | Comédie romantique          |                            |
| Gorilla My Dreams                      | Robert McKimson                | Looney Tunes                                 | Dessin animé, court métrage | Warner Bros.               |
| Alerte au ranch                        | Louis King                     | Peggy Cummins, Charles Coburn                | Familial                    | 20th Century Fox           |
| Haredevil Hare                         | Chuck Jones                    |                                              | Dessin animé, court métrage | Warner Bros.               |
| Hatch Up Your Troubles                 | Hanna-Barbera                  | Tom and Jerry                                | Dessin animé, court métrage | MGM                        |
| He Walked by Night                     | Alfred L. Werker, Anthony Mann | Richard Basehart, Jack Webb                  | Film noir                   |                            |
| Heavenly Puss                          | Hanna-Barbera                  |                                              | Dessin animé, court métrage | MGM                        |
| Hollow Triumph                         | Steve Sekely                   | Paul Henreid, Joan Bennett                   | Film noir                   |                            |
| Homecoming                             | Mervyn LeRoy                   | Clark Gable, Lana Turner, Anne Baxter        | Film d'amour                |                            |
| Hop, Look and Listen                   | Robert McKimson                | Looney Tunes                                 | Dessin animé, court métrage |                            |
| Hot Cross Bunny                        | Robert McKimson                | Bugs Bunny                                   | Dessin animé, court métrage | Warner Bros.               |
| I Remember Mama                        | George Stevens                 | Irene Dunne, Barbara Bel Geddes              | Comédie dramatique          | RKO Pictures               |
| I Taw a Putty Tat                      | Friz Freleng                   |                                              | Dessin animé, court métrage | Warner Bros.               |
| I Walk Alone                           | Byron Haskin                   | Burt Lancaster, Lizabeth Scott, Kirk Douglas | Film noir                   | Paramount Pictures         |
| Isn't It Romantic?                     | Norman Z. McLeod               | Veronica Lake, Billy De Wolfe, Pearl Bailey  | Comédie romantique          | Paramount Pictures         |
| Joan of Arc                            | Victor Fleming                 | Ingrid Bergman, José Ferrer                  | Drame                       | RKO Pictures               |
| Johnny Appleseed                       | Wilfred Jackson                |                                              | Film biographique           | Walt Disney                |
| Johnny Belinda                         | Jean Negulesco                 | Jane Wyman, Lew Ayres, Agnes Moorehead       | Drame                       | Academy Award Best Actress |
| June Bride                             | Bretaigne Windust              | Bette Davis, Robert Montgomery               | Comédie                     | Warner Bros.               |

## K-M
| Titre                                | Réalisateur                 | Distribution                                                                        | Genre                       | Notes                    |
| ------------------------------------ | --------------------------- | ----------------------------------------------------------------------------------- | --------------------------- | ------------------------ |
| Key Largo                            | John Huston                 | Humphrey Bogart, Lauren Bacall, Edward G. Robinson, Lionel Barrymore, Claire Trevor | Drame policier              | Warner Bros.             |
| Kiss the Blood Off My Hands          | Norman Foster               | Joan Fontaine, Burt Lancaster                                                       | Film noir                   | Universal Pictures       |
| The Kissing Bandit                   | Laslo Benedek               | Frank Sinatra, Kathryn Grayson, J. Carrol Naish                                     | Film musical                |                          |
| Kitty Foiled                         | Hanna-Barbera               |                                                                                     | Dessin animé, court métrage | MGM                      |
| Ladies of the Chorus                 | Phil Karlson                | Marilyn Monroe                                                                      | Film musical                | Columbia Pictures        |
| Last of the Wild Horses              | Robert L. Lippert           | James Ellison, Mary Beth Hughes                                                     | Western                     | Screen Guild Productions |
| Letter from an Unknown Woman         | Max Ophüls                  | Joan Fontaine, Louis Jourdan                                                        | Drame                       |                          |
| The Little Orphan                    | Hanna-Barbera               |                                                                                     | Dessin animé, court métrage | MGM                      |
| Louisiana Story                      | Robert J. Flaherty          |                                                                                     | Documentaire                |                          |
| The Loves of Carmen                  | Charles Vidor               | Rita Hayworth, Glenn Ford                                                           | Drame                       | Columbia Pictures        |
| The Luck of the Irish                | Henry Koster                | Tyrone Power, Anne Baxter, Lee J. Cobb                                              | Fantasy                     |                          |
| Macbeth                              | Orson Welles                | Orson Welles, Jeanette Nolan, Dan O'Herlihy                                         | Drame                       | Republic Pictures        |
| The Man from Colorado                | Henry Levin                 | William Holden, Glenn Ford                                                          | Western                     | Columbia Pictures        |
| Melody Time                          | Jack Kinney, Clyde Geronimi |                                                                                     | Dessin animé, court métrage | Walt Disney              |
| Mexican Hayride                      | Charles Barton              | Abbott et Costello                                                                  | Film musical                | Universal Pictures       |
| Mickey                               | Ralph Murphy                | Irene Hervey, Hattie McDaniel                                                       | Drame                       |                          |
| Miss Tatlock's Millions              | Richard Haydn               | John Lund, Wanda Hendrix, Barry Fitzgerald                                          | Comédie                     |                          |
| Moonrise                             | Frank Borzage               | Gail Russell, Dane Clark                                                            | Film noir                   | Republic Pictures        |
| Mouse Cleaning                       | Hanna-Barbera               |                                                                                     | Dessin animé, court métrage | MGM                      |
| Mr. Blandings Builds His Dream House | H. C. Potter                | Cary Grant, Myrna Loy                                                               | Comédie                     | RKO Pictures             |
| My Bunny Lies over the Sea           | Charles M. Jones            |                                                                                     | Dessin animé, court métrage | Warner Bros.             |

## N-R
| Titre                                            | Réalisateur       | Distributeur                                 | Genre                       | Notes                   |
| ------------------------------------------------ | ----------------- | -------------------------------------------- | --------------------------- | ----------------------- |
| The Naked City                                   | Jules Dassin      | Barry Fitzgerald, Howard Duff                | Film noir                   | Universal Pictures      |
| Night Has a Thousand Eyes                        | John Farrow       | Edward G. Robinson, Gail Russell             | Film noir                   | Paramount Pictures      |
| Trente-six Heures à vivre (The Noose Hangs High) | Charles Barton    | Abbott et Costello                           | Comédie                     |                         |
| Old Rockin' Chair Tom                            | Hanna-Barbera     |                                              | Dessin animé, court métrage | MGM                     |
| One Touch of Venus                               | William A. Seiter | Robert Walker, Ava Gardner                   | Comédie                     | Universal Pictures      |
| The Paleface                                     | Norman Z. McLeod  | Bob Hope, Jane Russell                       | Comédie, western            |                         |
| Panhandle                                        | Lesley Selander   | Rod Cameron                                  | Western                     | Allied Artists          |
| The Pirate                                       | Vincente Minnelli | Gene Kelly, Judy Garland                     | Film musical                | MGM                     |
| * Pitfall)                                       | André de Toth     | Dick Powell, Lizabeth Scott                  | Film noir                   | United Artists          |
| Polka-Dot Puss                                   | Hanna-Barbera     |                                              | Dessin animé, court métrage | MGM                     |
| Portrait of Jennie                               | William Dieterle  | Jennifer Jones, Joseph Cotten                | Film d'amour                | MGM                     |
| Professor Tom                                    | Hanna-Barbera     | Tom and Jerry                                | Dessin animé, court métrage | MGM                     |
| Race Street                                      | Edwin L. Marin    | George Raft, Marilyn Maxwell, William Bendix | film noir                   | RKO Pictures            |
| Rachel and the Stranger                          | Norman Foster     | William Holden, Loretta Young                | Western                     | RKO Pictures            |
| Raw Deal                                         | Anthony Mann      | Dennis O'Keefe, Claire Trevor                | Film noir                   | Eagle-Lion Films        |
| Red River                                        | Howard Hawks      | John Wayne, Montgomery Clift, Walter Brennan | Western                     | United Artists          |
| Road House                                       | Jean Negulesco    | Ida Lupino, Cornel Wilde                     | Film noir                   | 20th Century Fox        |
| Rogues' Regiment                                 | Robert Florey     | Dick Powell, Märta Torén, Vincent Price      | Film noir                   | Universal-International |
| Romance on the High Seas                         | Michael Curtiz    | Jack Carson, Janis Paige, Doris Day          | Film musical                | Warner Bros.            |
| Rope                                             | Alfred Hitchcock  | James Stewart, Farley Granger, John Dall     | Suspense                    | Warner Bros.            |
| Ruthless                                         | Edgar G. Ulmer    | Zachary Scott                                | Film dramatique             | Eagle-Lion Films        |

## S-Z
| Titre                            | Réalisateur                        | Distribution                                                    | Genre                       | Notes                            |
| -------------------------------- | ---------------------------------- | --------------------------------------------------------------- | --------------------------- | -------------------------------- |
| Saigon                           | Leslie Fenton                      | Alan Ladd, Veronica Lake                                        | Film noir                   | Paramount                        |
| The Sainted Sisters              | William D. Russell                 | Veronica Lake, Joan Caulfield, Barry Fitzgerald                 | Comédie                     | Paramount                        |
| The Saxon Charm                  | Claude Binyon                      | Robert Montgomery, Susan Hayward                                | Drame                       | Universal Pictures               |
| Scaredy Cat                      | Charles M. Jones                   |                                                                 | Dessin animé, court métrage | Warner Bros.                     |
| Scudda Hoo! Scudda Hay!          | F. Hugh Herbert                    | June Haver, Lon McCallister                                     | Comédie                     |                                  |
| The Search                       | Fred Zinnemann                     | Montgomery Clift, Aline MacMahon                                | Drame                       | MGM                              |
| Secret Beyond the Door           | Fritz Lang                         | Joan Bennett, Michael Redgrave                                  | Thriller                    |                                  |
| Silver River                     | Raoul Walsh                        | Errol Flynn, Ann Sheridan, Thomas Mitchell                      | Western                     | Warner Bros.                     |
| Sitting Pretty                   | Walter Lang                        | Robert Young, Maureen O'Hara                                    | Comédie                     |                                  |
| Sleep, My Love                   | Douglas Sirk                       | Claudette Colbert, Don Ameche                                   | Drame                       | United Artists                   |
| The Snake Pit                    | Anatole Litvak                     | Olivia de Havilland                                             | Drame                       | 20th Century Fox                 |
| So Dear to My Heart              | Harold D. Schuster, Hamilton Luske | Burl Ives, Bobby Driscoll, Beulah Bondi                         | Animation                   | With live action                 |
| A Song Is Born                   | Howard Hawks                       | Danny Kaye, Virginia Mayo, Tommy Dorsey, Benny Goodman          | Film musical                | Avec le Golden Gate Quartet      |
| Sorry, Wrong Number              | Anatole Litvak                     | Barbara Stanwyck, Burt Lancaster                                | Film noir                   | Paramount Pictures               |
| A Southern Yankee                | Edward Sedgwick                    | Red Skelton, Arlene Dahl                                        | Comédie                     | MGM                              |
| State of the Union               | Frank Capra                        | Spencer Tracy, Katharine Hepburn                                | Drame                       | MGM                              |
| Station West                     | Sidney Lanfield                    | Dick Powell, Jane Greer                                         | Western                     |                                  |
| Street Corner                    | Albert H. Kelley                   | Johnny Duncan, Eddie Gribbon                                    | Drame                       |                                  |
| The Street with No Name          | William Keighley                   | Mark Stevens, Richard Widmark, Lloyd Nolan                      | Film noir                   | 20th Century Fox                 |
| Superman                         | Spencer Gordon Bennet, Thomas Carr | Kirk Alyn, Noel Neill                                           | Serial                      | Columbia Pictures                |
| Tap Roots                        | George Marshall                    | Van Heflin, Susan Hayward                                       | Drame                       | Universal International Pictures |
| Tarzan and the Mermaids          | Robert Florey                      | Johnny Weissmuller, Brenda Joyce, Linda Christian, Andrea Palma | Aventure                    | RKO Pictures                     |
| Test Tube Babies                 | W. Merle Connell                   |                                                                 | Film d'exploitation         |                                  |
| Tex Granger                      | Derwin Abrahams                    | Robert Kellard                                                  | Western, serial             | Columbia Pictures                |
| The Three Musketeers             | George Sidney                      | Gene Kelly, Van Heflin, Lana Turner                             | Aventure                    |                                  |
| The Time of Your Life            | H. C. Potter                       | James Cagney, William Bendix, Jeanne Cagney                     | Comédie dramatique          | United Artists                   |
| The Treasure of the Sierra Madre | John Huston                        | Humphrey Bogart, Walter Huston, Tim Holt                        | Aventure                    | Warner Bros.                     |
| The Truce Hurts                  | Hanna-Barbera                      |                                                                 | Dessin animé, court métrage | MGM                              |
| Unfaithfully Yours               | Preston Sturges                    | Rex Harrison, Linda Darnell, Rudy Vallée                        | Humour noir                 |                                  |
| Up in Central Park               | William A. Seiter                  | Deanna Durbin, Dick Haymes, Vincent Price                       | Comédie                     | Universal-International          |
| Wake of the Red Witch            | Edward Ludwig                      | John Wayne, Gail Russell                                        | Drame                       | Republic Pictures                |
| Western Heritage                 | Wallace Grissell                   | Tim Holt, Richard Martin, Lois Andrews                          | Western                     | RKO Pictures                     |
| When My Baby Smiles at Me        | Walter Lang                        | Betty Grable, Dan Dailey, Jack Oakie, June Havoc                | Film musical                | 20th Century Fox                 |
| Whiplash                         | Lewis Seiler                       | Dane Clark, Zachary Scott, Eve Arden                            | Western                     | Warner Bros.                     |
| Whispering Smith                 | Leslie Fenton                      | Alan Ladd, Robert Preston, Brenda Marshall                      | Western                     | Paramount Pictures               |
| Who Killed Doc Robbin            | Bernard Carr                       | Larry Casey                                                     | Comédie                     | United Artists                   |
| Winter Meeting                   | Bretaigne Windust                  | Bette Davis                                                     | Drame                       | Warner Bros.                     |
| Words and Music                  | Norman Taurog                      | Mickey Rooney, Janet Leigh, Betty Garrett                       | Film musical                | MGM                              |
| Yellow Sky                       | William A. Wellman                 | Gregory Peck, Richard Widmark, Anne Baxter                      | Western                     | 20th Century Fox                 |
| You Gotta Stay Happy             | H. C. Potter                       | Joan Fontaine, James Stewart, Eddie Albert                      | Comédie romantique          | Universal Pictures               |
| You Were Meant for Me            | Lloyd Bacon                        | Dan Dailey, Jeanne Crain                                        | Film musical                | 20th Century Fox                 |

## Source de la traduction
- (en) Cet article est partiellement ou en totalité issu de l’article de Wikipédia en anglais intitulé « List of American films of 1948 » (voir la liste des auteurs).